# Staurastrum distentum
Staurastrum distentum là một loài Song tinh tảo trong họ Desmidiaceae, thuộc chi Staurastrum.